# Національна рекреаційна зона Західне узбережжя
Національна рекреаційна зона Західне узбережжя (англ. National West Coast Recreation Area) відома як рай для рибалок. Нині відома під назвою Національний парк Дороб. Площа 7800 км². Створено 1973 р. Тут водиться кабелю (Argyrosomus inodorus), чорна риба (Dichistius capensis) і ще низка інших бажаних видів риб. Є тут ще низка сюрпризів. Це, зокрема, екстенсивні лишайникові поля на північ від Wlotzkasbaken і Кейп-Крос. У кратері Messum на півночі знайдено наскельні малюнки і археологічні стоянки кочовиків Damara.
З півночі резерват обмежує річка Угаб (Ugab River) і національний парк Берег Скелетів. Річка Омаруру (Omaruru River) перетинає територію, а річка Свакоп (Swakop River) обмежує з півдня. Резерват морських котиків, розташований північніше, є окремою установою.

## Рослинність
Біом намібійської пустелі. Тип рослинності: Центральна пустеля. Екстенсивні лишайникові зарості. Олівцевий чагарник (Arthraerua leubnitzia), доларовий чагарник (Zygophyllum stapfii), лишайники, босція Шеферда (Boscia albitrunca), вельвічія (Welwitschia mirabilis).

## Тваринний світ
Тут зустрічаються спрінгбок, чепрачний шакал, капський морський котик, гієна бура, гемсбок. В резерваті зареєстровано 270 видів птахів, зокрема крячок дамарський (Sternula balaenarum), дрофа Людвіга, коргаан Рюппеля (Afrotis afraoides), африканський чорний кулик-сорока, жайворонок Грея.

## Ресурси Інтернету
- National West Coast Recreation Area
- National West Coast Recreation Area